# 象跡喩大経
『象跡喩大経』（ぞうしゃくゆだいきょう、巴: Mahāhatthipadopama-sutta, マハーハッティパドーパマ・スッタ）とは、パーリ仏典経蔵中部に収録されている第28経。『大象跡喩経』（だいぞうしゃくゆきょう）とも。
類似の伝統漢訳経典としては、『中阿含経』（大正蔵26）の第146経「象跡喩経」がある。
サーリプッタが比丘たちに、仏道を象の足跡に喩えて説いていく。

## 構成
ある時、釈迦はサーヴァッティー（舎衛城）のアナータピンディカ園（祇園精舎）に滞在していた。
そこでサーリプッタが比丘たちに法を説く。
密林において象は最上の存在であり、同じく最上の法として四諦を説く。
比丘たちは歓喜する。

## 内容
四諦・初転法輪における「略説するに五取蘊は苦なり」を挙げ、五取蘊を詳細に説明していく。
後半においては、縁起と法の関係を述べていく。

Vuttaṃ kho panetaṃ bhagavatā: 'yo paṭiccasamuppādaṃ passati. So dhammaṃ passati. Yo dhammaṃ passati. So paṭiccasamuppādaṃ passatī'ti. 

Paṭiccasamuppannā kho panime yadidaṃ pañcupādānakkhandhā. 

Yo imesu pañcasupādānakkhandhesu chando ālayo anunayo ajjhosānaṃ, so dukkhasamudayo. Yo imesu pañcasupādānakkhandhesu chandarāgavinayo chandarāgappahānaṃ, so dukkhanirodho"ti. 
世尊（釈迦）は、このように言われている。縁起を見る者は、その法を見る。法を見る者は、縁起を見る、と。

五取蘊（pañcupādānakkhandhā）とは、この縁起したもの（Paṭiccasamuppannā）である。

五取蘊に対する欲（chando）、執着（ālayo）、親愛（anunayo）、固執（ajjhosānaṃ）。それが苦の原因である。

これら五取蘊における欲貪（chanda-rāga）の除去、欲貪の捨断。それが苦の滅尽である、と。

## 日本語訳
- 『南伝大蔵経・経蔵・中部経典1』（第9巻） 大蔵出版
- 『パーリ仏典 中部（マッジマニカーヤ）根本五十経篇II』 片山一良訳 大蔵出版
- 『原始仏典 中部経典1』（第4巻） 中村元監修 春秋社